# Asilah
Asilah, Assilah oder Arzila (arabisch أصيلة، أرزيلة, Zentralatlas-Tamazight ⴰⵥⵉⵍⴰ Aẓila) ist eine marokkanische Küstenstadt am Atlantik mit etwa 35.000 Einwohnern. Die Stadt und ihre Umgebung sind einer der wichtigsten Touristenorte des Landes.

## Lage und Klima
Asilah liegt an der nördlichen Atlantikküste Marokkos ca. 45 km (Fahrtstrecke) südlich von Tanger in der Präfektur Tanger-Asilah; die Stadt ist über die Autobahn A 1 und die Nationalstraße N 1 gut zu erreichen. Das Klima ist vom Atlantik geprägt; Regen (ca. 675 mm/Jahr) fällt nahezu ausschließlich im Winterhalbjahr.

## Bevölkerung
| Jahr      | 1994   | 2004   | 2014   | 2024   |
| Einwohner | 24.588 | 28.217 | 31.147 | 36.039 |

Die Bevölkerung der Stadt besteht nahezu ausschließlich aus Angehörigen verschiedener Berberstämme der Umgebung. Die meisten sind – wegen der harten Arbeitsbedingungen in ihren Heimatdörfern, aber auch aus soziokulturellen Gründen (Hoffnung auf Arbeit, Verbesserung der materiellen Lebensbedingungen und der Gesundheitsvorsorge, bessere Möglichkeiten zur schulischen Ausbildung der Kinder etc.) – seit der Unabhängigkeit Marokkos (1956) zugewandert. In Asilah haben sich aber auch zahlreiche Europäer bzw. US-Amerikaner niedergelassen. Man spricht Marokkanisches Arabisch, aber auch Französisch und Englisch.

## Wirtschaft
Eine wichtige Rolle im Wirtschaftsleben spielt traditionell der Fischfang; der zu Beginn der 1990er Jahre ausgebaute Fischereihafen liegt nördlich von Asilah. Seit dem Ende des 20. Jahrhunderts spielt der Ort mit seinen schönen und weitläufigen Stränden im Norden eine immer größere Rolle für Touristen (Marokkaner und Europäer).

## Geschichte

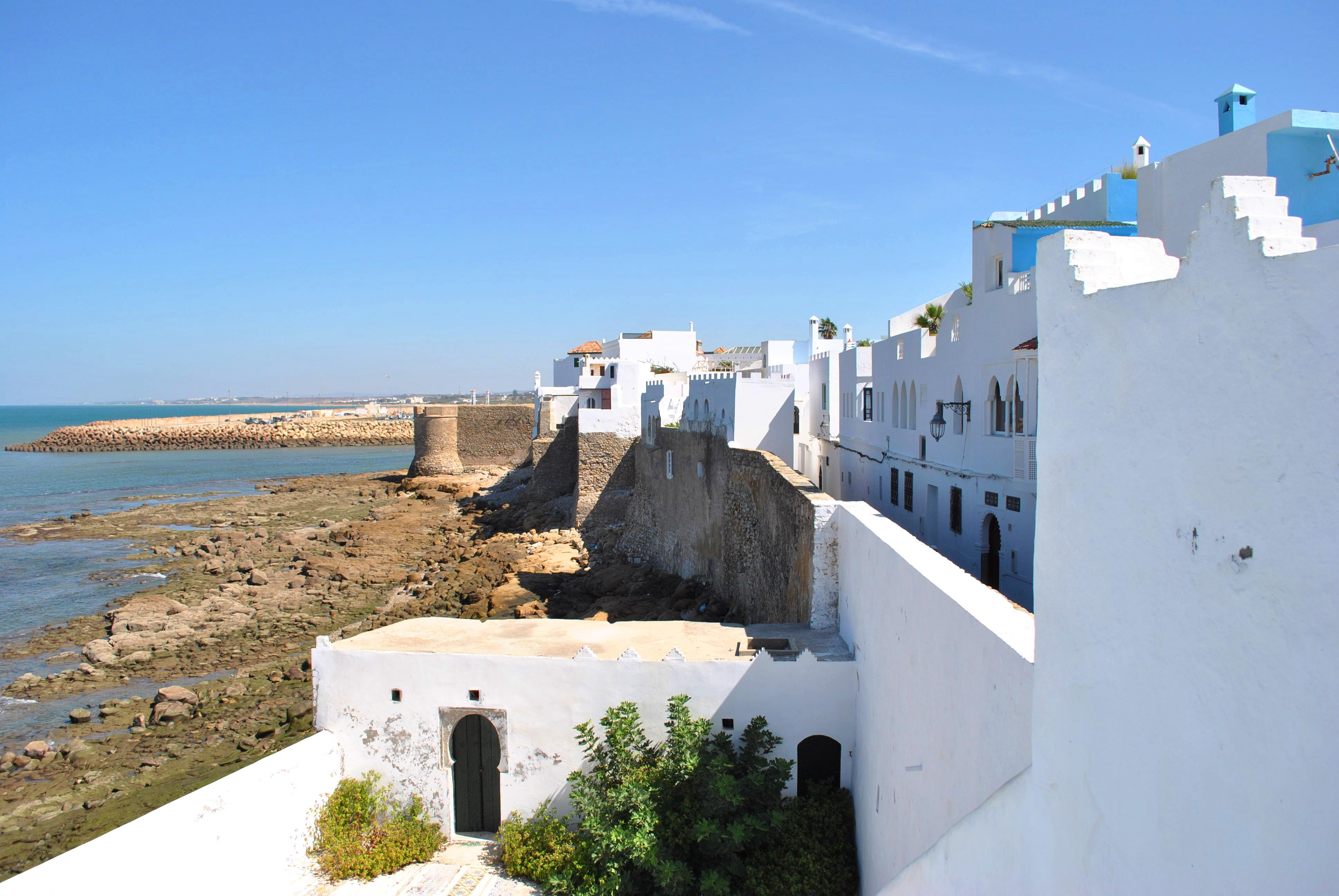
Medina von Asilah – im Vordergrund ein Marabout-Grab

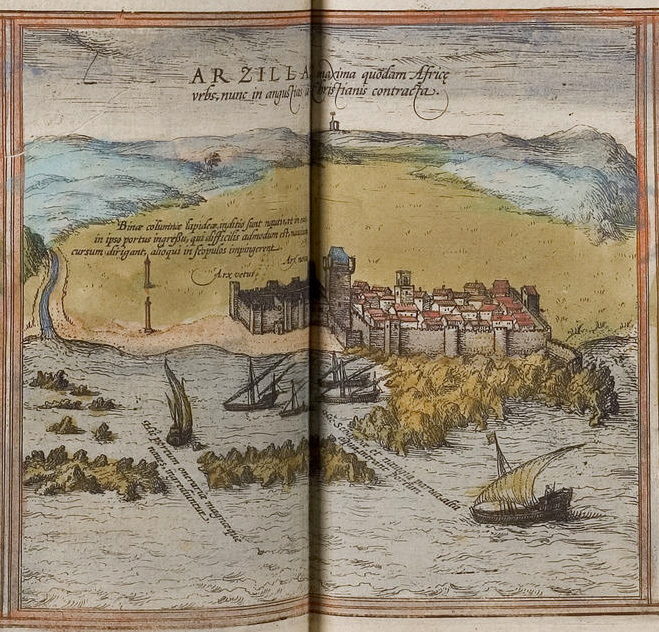
„Arzilla“ (Braun und Hogenberg Civitates Orbis Terrarum, 1572)

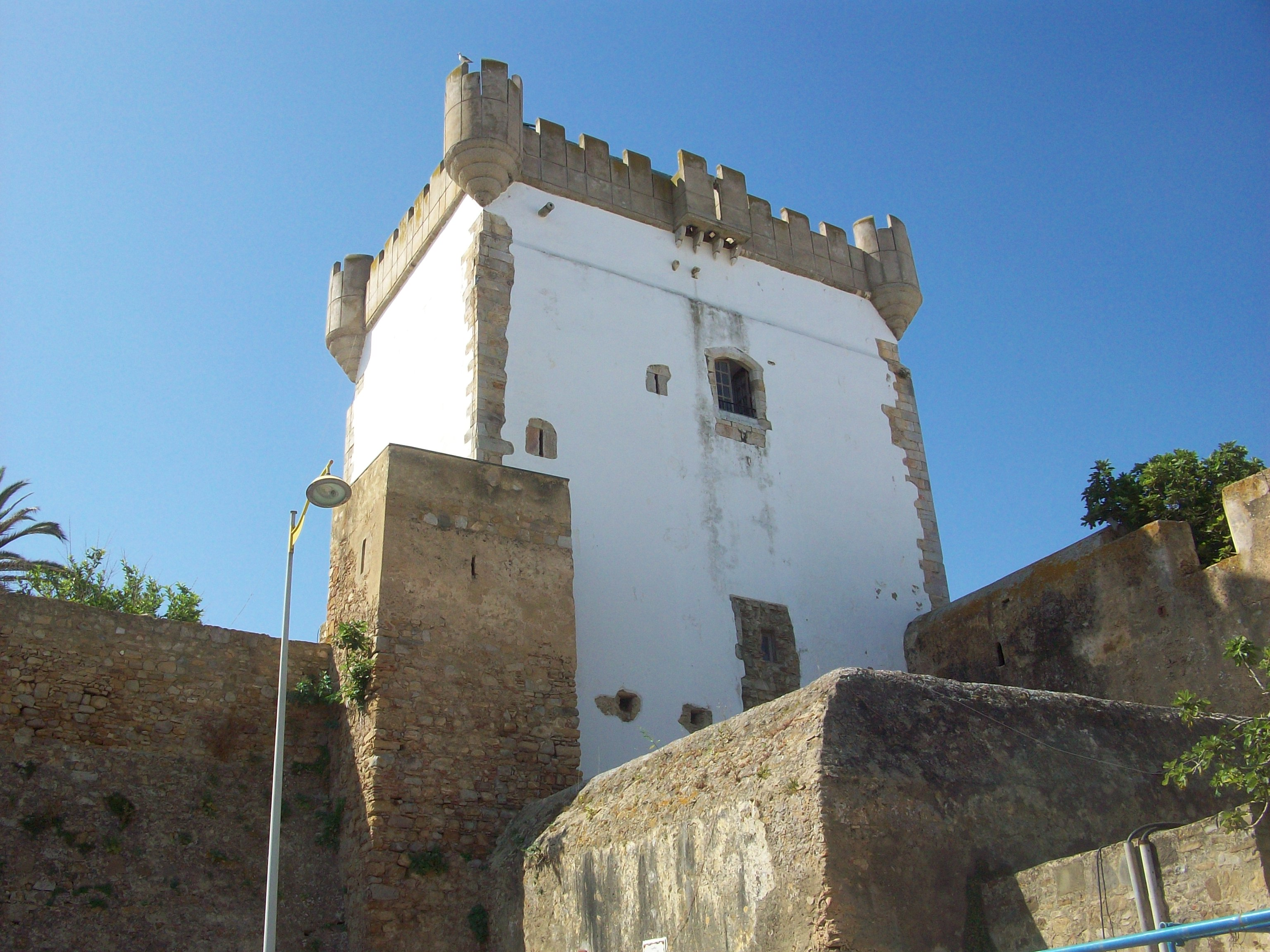
Turm der Stadtmauer

In der Antike befand sich etwa 15 km nördlich der heutigen Stadt Asilah die phönizische, später dann maurische Stadt Zilis (griechischer Name nach Claudius Ptolemäus). Als Colonia Iulia Zulil (Plinius der Ältere und Münzfunde) war sie eine römische Stadt der 42 n. Chr. eingerichteten Provinz Mauretania Tingitana.
Nach der Eroberung durch islamische Armeen um 700 wurde der Ort mehrfach von den Normannen belagert. Im 9. und 10. Jahrhundert entstand hier eine Festung (kasbah), von der jedoch nur schriftliche Zeugnisse existieren. Asilah war im 15. Jahrhundert der wichtigste Hafen für Fès, da die Häfen an der Mittelmeerküste häufig von Flottenverbänden der iberischen Staaten angegriffen wurden. Die Portugiesen eroberten im Jahr 1471 den Landstrich und nutzten den Hafen von Asilah als Stützpunkt für ihre Erkundungs- und Handelsfahrten auf dem Seeweg nach Indien und für weitere Eroberungsbemühungen im Süden Marokkos.
Im Jahr 1549 wurde die Stadt vom Saadier-Sultan Muhammad asch-Schaich zurückerobert, doch erneut besetzten die Portugiesen die Stadt (1577–1580). Im Jahr 1577 landete hier der junge und träumerisch veranlagte portugiesische König Sebastian mit seinem Heer. Er wollte die Kreuzzugsidee wiederaufleben lassen, wurde jedoch ein Jahr später bei Ksar-el-Kebir vernichtend geschlagen; er selbst wurde getötet. Da er unverheiratet war und keinen Thronfolger hinterließ, wurde Portugal in der Folgezeit in Personalunion mit der spanischen Krone vereinigt (1580–1640). Philipp II. gab die Stadt an den Saadier-Sultan Ahmad al-Mansur zurück.
Im Jahr 1691 eroberte der marokkanische Sultan Mulai Ismail die Küstenregion um Asilah. Allerdings war Asilah im 18. und 19. Jahrhundert – mit Billigung der jeweiligen marokkanischen Herrscher – ein Piratenstützpunkt und wurde deshalb im Jahr 1829 von österreichischen Schiffen beschossen. Wenige Jahre später (1836) attackierten US-Kriegsschiffe Marokko auf ähnliche Weise; daraufhin wurde die Piraterie durch den Sultan Mulai Abd ar-Rahman unterbunden.
Anfang des 20. Jahrhunderts ließ sich der Stammesführer Ahmed ben Mohammed el-Raisuli in der Stadt nieder und machte sie zu seinem Hauptquartier. Im Jahr 1906 ließ er sich dort sogar zum „Pascha von Asilah“ ausrufen. Die USA nötigten unter Einsatz von Kanonenbooten den marokkanischen Sultan dazu, sämtlichen Forderungen Raisulis nachzugeben, um die Freilassung des angeblichen US-Bürgers Ion Perdicaris zu erwirken, der in Tanger entführt worden war. Für die Freilassung des Griechen Perdicaris verlangte Raisuli, die Unterdrückung des Rif zu beenden, alle gefangenen Stammesangehörigen freizulassen, ihm 70.000 Dollar in Gold zu zahlen und ihn als Pascha anzuerkennen. Im Jahr 1907 setzte er durch eine weitere Entführung durch, dass er als Protected Subject Großbritanniens ausschließlich der britischen Gerichtsbarkeit unterlag. Vom Sultan Mulai Abd al-Hafiz wurde Raisuli zum Gouverneur der Nord-West-Provinzen ernannt. Zwei Jahre später (1909) ernannten die Spanier ihn zwar zum „Pascha von Asilah und Jebala“, dem Westteil des späteren spanischen Protektorats, doch General Miguel Fernández Silvestre, der Befehlshaber von Larache, unterminierte seine Autorität. Von 1912 bis 1956 gehörte Asilah zu Spanisch-Marokko. Im Januar 1925 wurde Raisuli von Widerstandskämpfern gegen die Kolonialherrschaft um deren charismatischen Anführer Abd el-Krim gefangen genommen und starb nur wenige Monate später in der Haft.

## Sehenswürdigkeiten

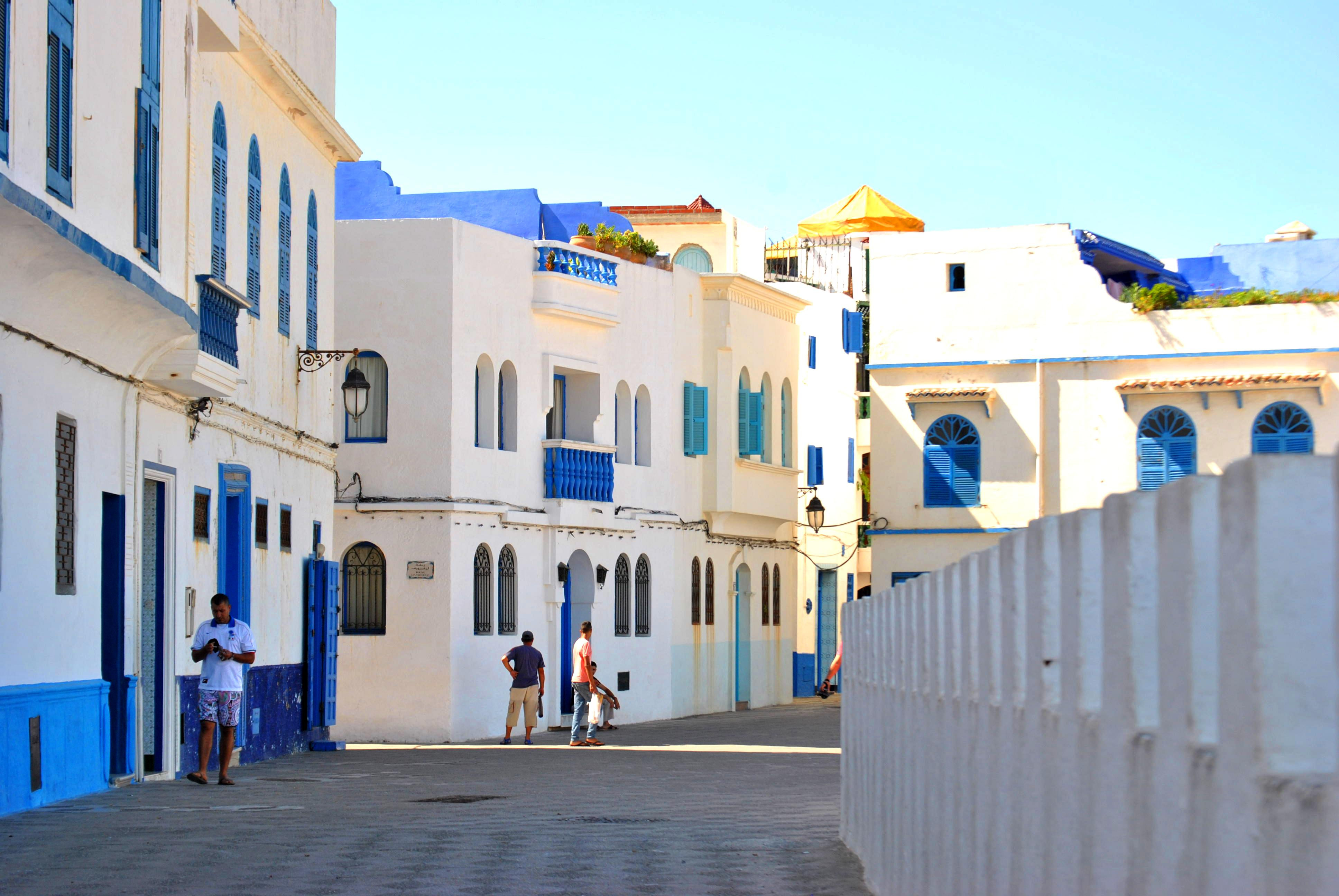
Häuser in der Medina

- Hauptattraktion von Asilah ist die gut erhaltene Altstadt (arabisch medina) mit ihren südeuropäisch-mediterran anmutenden Häusern und Straßen; sie wird von einer Stadtmauer mit Wehrtürmen umgeben, die noch aus der portugiesischen Besatzungszeit (nach 1510) stammen.
- Ferner findet man den im maurischen Stil erbauten Palais Er-Raissouli aus dem Jahr 1909, der heute ein – häufig geschlossenes – Kulturinstitut beherbergt.
- Am Meer liegt ein alter Friedhof, dessen weiß getünchte, teilweise auch gekachelte Gräber auf den ersten Blick wie kleine Häuser aussehen. Es gibt dort auch Heiligengräber (sogenannte Marabouts) von marokkanischen Sufis (islamische Mystiker), die noch heute von den Einheimischen besucht werden.
- Außerhalb der Medina steht die ehemalige spanische St.-Bartholomäuskirche aus der Protektoratszeit.

Umgebung
- Der einzige Steinkreis (cromlech) Marokkos, der Steinkreis von M'zora, ist ein Relikt der Megalithkultur und befindet sich ca. 11 km (Luftlinie) südöstlich von Asilah.

## Kultur

Wandbild eines marokkanischen Künstlers (2010)

Im Jahr 1978 wurde in Asilah ein internationales Kulturfestival (Moussem Culturel d'Asilah) gegründet, das seitdem alljährlich im August stattfindet und zahlreiche Gäste aus dem In- und Ausland anzieht. Zum Programm gehören Konzert-, Theater- und Tanzveranstaltungen sowie Filmvorführungen, Dichterlesungen und Kunstausstellungen. Im Rahmen dieser Veranstaltung werden auch einige Hausfassaden – meist von marokkanischen Künstlern – mit Bildern bemalt, die dann ein oder zwei Jahre zu sehen sind.
Seit 1989 wird alle zwei Jahre der Tchicaya-U-Tam’si-Preis verliehen; ein Preis für afrikanische Dichtung, benannt nach dem kongolesischen Schriftsteller Tchicaya U Tam’si. Mittlerweile wird Asilah von einigen Autoren als Hauptstadt der afrikanischen und arabischen Schriftsteller betrachtet.

## Städtepartnerschaften
Seit August 2006 besteht eine Partnerschaft zwischen Asilah und Sintra in Portugal.

## Persönlichkeiten
- Ibrahim Chakir (* 1994), spanischer Langstreckenläufer